# SN 1999ga
SN 1999ga – supernowa typu II-L odkryta 19 listopada 1999 roku w galaktyce NGC 2442. W momencie odkrycia miała maksymalną jasność 18,00m.